# Консервативная демократия
Консервати́вная демокра́тия (англ. conservative democracy, тур. muhafazakâr demokrasi) — термин, предложенный правящей в Турции Партией справедливости и развития (AKP) для обозначения турецкого варианта исламской демократии. Консервативно-демократическая идеология AKP, отколовшейся от исламистского движения и сформировавшейся как модернистская партия, была описана как умеренная и поддерживающая более светские и демократические ценности. Успех на выборах и неоосманская внешняя политика AKP, направленная на расширение влияния Турции, привели к тому, что консервативные демократические идеалы партии нашли отражение в других странах, приведя к появлению таких организаций как Партия справедливости и развития (Марокко) и Партия возрождения (Тунис).
В самом широком смысле термин «консервативная демократия» подчеркивает совместимость ислама с демократией, ориентированной на Запад внешней политикой, неолиберальной экономикой, антиклерикализмом и секуляризмом в правительстве. Поскольку эта точка зрения нашла отражение в нескольких инициативах в области экономической, внешней, внутренней и социальной политики, термин «консервативная демократия» упоминается как плавающее значение, охватывающее широкую коалицию идей. В отличие от этого и из-за своего широкого определения, этот термин также считают отвлекающим манёвром, предназначенным для сокрытия скрытых исламистских взглядов.
Основные идеалы консервативной демократии лучше всего определяются, если их сравнивать с исламистской идеологией, отстаиваемой предшественниками AKP. Существенный контраст между ними существует, например, в их позиции в отношении ЕС, Израиля, США, экономической и, в меньшей степени, социальной политики.

## Политическое развитие

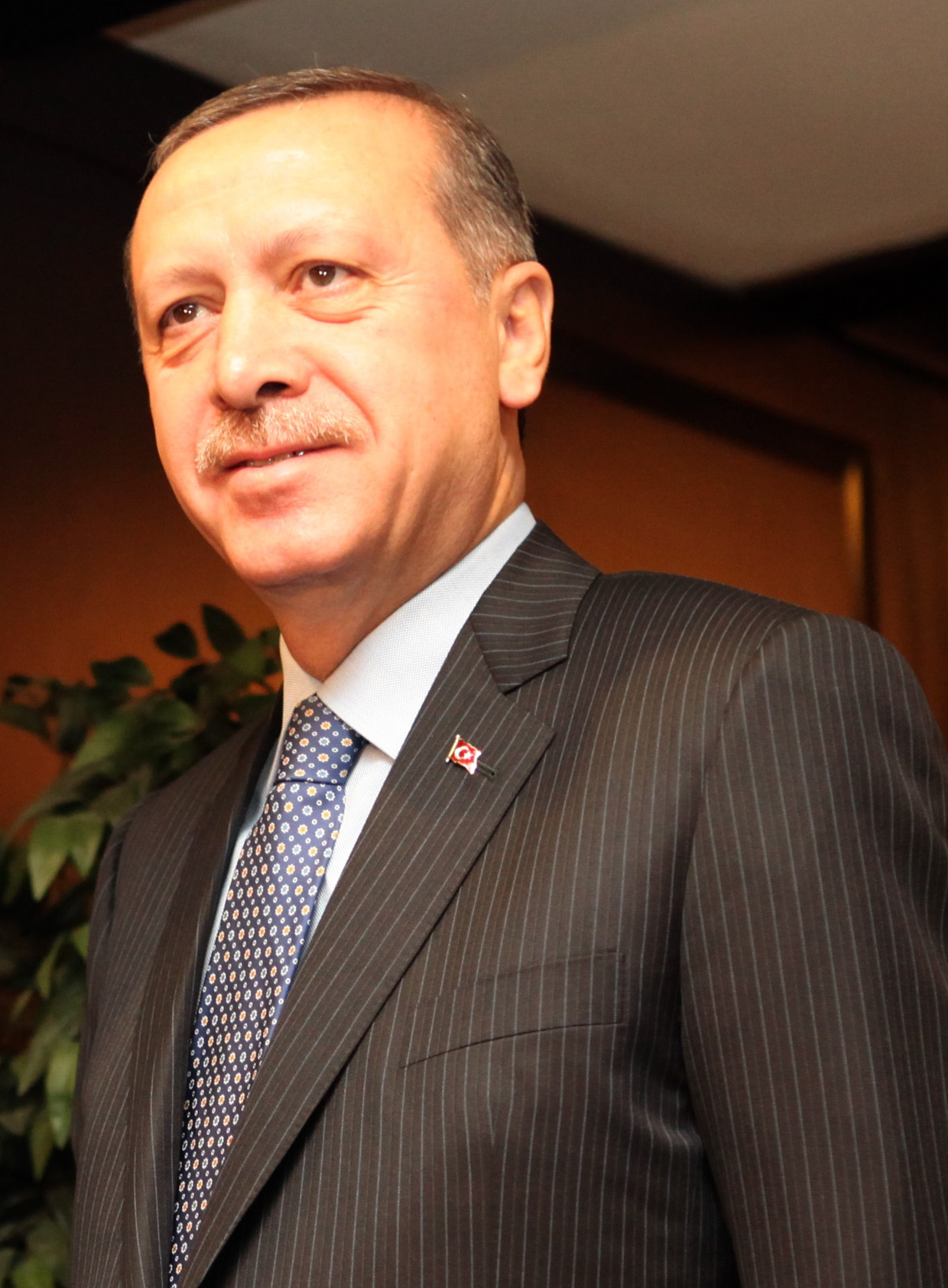
Президент Турции Реджеп Тайип Эрдоган, автор «консервативной демократии»

Партия справедливости и развития (AKP) была создана в 2001 году после того, как группа умеренных политиков покинули исламистскую Партию добродетели, чтобы создать модернистскую консервативную партию. Среди них были бывший мэр Стамбула Реджеп Тайип Эрдоган и депутат Абдулла Гюль. Заручившись поддержкой многих членов Партии добродетели, AKP также лишила значительной части поддержки другие правоцентристские экономически либеральных партий, таких как Партия верного пути и Партия Отечества на всеобщих выборах 2002 года. Таким образом, партия была описана как «широкая правая коалиция исламистов, исламистов-реформистов, консерваторов, националистов, правоцентристов и бизнес групп».
Поскольку секуляризм закреплен в конституции Турции, открыто исламистские партии, такие как Партия национального порядка, Партия национального спасения (National Salvation Party), Партия благоденствия и, в конечном итоге, Партия добродетели были закрыты Конституционным судом за антисветскую деятельность. Это способствовало отказу от откровенно исламистской идеологии в пользу реформированного просекулярного консервативного демократического идеала, который будет принят государством. Дело о закрытии AKP в 2008 году на том основании, что партия нарушила секуляризм, потерпело неудачу, но партия была лишена 50 % государственного финансирования.

### Скрытая повестка дня
Термин «консервативная демократия» редко используется политиками AKP. Происхождение партии из исламистских организаций вызвало предположения относительно того, действительно ли партия имеет скрытые исламистские политические взгляды и использует термин «консервативная демократия» для сокрытия таких намерений. Члены оппозиционной Республиканской народной партии (CHP) и оппозиционные журналисты высказывали мнение, что партия постепенно привела к исламистски ориентированным социальным изменениям, таким как ограничение потребления алкоголя, а также начало репрессий против размещения студентов смешанного пола в конце 2013 года. Другие реформы, такие как отмена запрета на ношение хиджаба на государственной службе, были названы сторонниками как проблема прав человека, а соперниками — как открытая атака на секуляризм.
Существенный рост числа обвинений в фальсификации выборов во время правления AKP, наиболее частые во время местных выборов 2014 года, а также многочисленные коррупционные скандалы в правительстве вызвали слухи о том, что у AKP на деле не исламистская, а скрытая авторитарная программа, направленная на постепенную ликвидацию демократической системы сдержек и противовесов в стране. Судебная реформа, проведённая правительством в 2014 году, подверглась критике как попытка политизировать суды, жесткие меры полиции после антиправительственных протестов в 2013 году и усиление цензуры в СМИ также поддержали это утверждение.

## Взгляды
Руководство Партии справедливости и развития (AKP) известно своим неприятием алкоголя, неудивительно, что придя к власти, партия установила в 2002 году высокий налог на алкогольные напитки, который был резко повышен в 2010 году, что привело к значительному росту контрабанды и мошенничества с алкогольными напитками в стране. В 2013 году новые законы запретили все формы рекламы и стимулирования продажи алкогольных напитков, включая «рекламные акции, спонсируемые мероприятия, фестивали и бесплатные раздачи».
В 2013 году правительство приняло законы, разрешающие розничную продажу алкоголя с 22:00 до 6:00 и запрещающие «студенческим общежитиям, медицинским учреждениям, спортивным клубам, всем видам учебных заведений и заправочным станциям» продавать алкоголь. Закон также включал требование размывать изображения алкогольных напитков на телевидении и в фильмах, как это уже было сделано для сигарет, и для бутылок с предупреждениями о вреде для здоровья, аналогичными предупреждающим сообщениям на упаковке табака.
В 2013 году Эрдоган указом отменил запрет на ношение хиджаба в государственных учреждениях, хотя официально запрет остаётся в силе на основании судебных решений. Запрет на ношение хиджаба в средних школах был снят в 2014 году.
В 2018 году Эрдоган сказал, что следует снова рассмотреть вопрос о криминализации супружеской неверности и что Турция совершила ошибку, не криминализировав прелюбодеяние, вступая в ЕС в 2004 году.

## Критика
Помимо обвинений в том, что это отвлекающий манёвр, термин «консервативная демократия» подвергся критике со стороны одного из основателей AKP Эртугрула Ялчинбайира, который утверждал, что программа партии изначально не была написана на консервативно-демократической основе, а была сосредоточена просто на защите демократии. Он утверждал, что, идентифицируя себя как консервативных демократов, AKP оказала давление на электорат, заставив его поддержать консервативные ценности, что нанесло ущерб социальному единству и свободе мысли. Он утверждал, что термин «консервативная демократия» на самом деле был придуман заместителем премьер-министра Ялчином Акдоганом в книге под названием AK Party and Conservative Democracy в 2004 году. Ялчынбайир также утверждал, что разногласия по поводу этого термина способствовали выходу из AKP другого заместителя премьер-министра, Абдуллатифа Шенера, который в 2009 году основал консервативно-либеральную Турецкую партию.